# Надица Адемов
Надица Адемов (Скопље, 18. новембар 1996) српска је певачица.

## Биографија
Рођена је у Скопљу, у Републици Македонији. Ћерка је Ђулијана Адемова и Џемиле Бекир, са којима се убрзо по рођењу преселила у Суботицу. Има старијег брата Ранчета, који је такође певач а живи и ради у Скопљу.
Као мала је заволела певање, а славу је стекла учешћем у певачком такмичењу Звезде Гранда (2011—2012), у ком је била један од финалиста. Током такмичења се спријатељила с Александром Пријовић, те је као идола навела Цецу. Дебитантски студијски албум Шапат ветрова објавила је 2022. године. У мају 2023. објавила је вест да је трудна, као и да носи девојчицу.

## Дискографија
Студијски албуми
- Шапат ветрова (2022)

Синглови
- „Само мој” (2019)
- „Савршена лаж” (2020)
- „Трећа принцеза” (са Јаном) (2021)
- „Хладна као стена” (2021)
- „Ни под нокат” (2022)
- „Зид плача” (2022)

### Спотови
| Спот                     | Година | Режисер                          |
| ------------------------ | ------ | -------------------------------- |
| Некретнине               | 2014   |                                  |
| Дај боже                 | 2016   |                                  |
| То нисам ја              | 2016   | TOXIC ENTERTAINMENT              |
| Лош је                   | 2017   |                                  |
| Само мој                 | 2018   | Марко Тодоровић                  |
| Трећа принцеза           | 2019   | TOXIC ENTERTAINMENT              |
| Савршена лаж             | 2020   | TOXIC ENTERTAINMENT              |
| Хладна као стена         | 2021   | TOXIC ENTERTAINMENT              |
| Зид плача                | 2022   | TOXIC ENTERTAINMENT              |
| Ни под нокат             | 2022   | Душан Шљивић                     |
| Шапат ветрова            | 2022   | TOXIC ENTERTAINMENT              |
| Телепатија               | 2022   | Skymusic Entertainment           |
| Рођена у знаку олује     | 2022   | TOXIC ENTERTAINMENT              |
| Заузет                   | 2022   |                                  |
| Сила љубави              | 2022   | TOXIC ENTERTAINMENT              |
| Још ме болиш             | 2022   | Душан Шљивић                     |
| Немам снаге да преживим  | 2022   | Дејан Милићевић                  |
| Цех од бола              | 2022   | TOXIC ENTERTAINMENT              |
| Све што радиш себи радиш | 2022   | Skymusic Entertainment           |
| Краљица                  | 2022   | Дејан Милићевић                  |
| Кључ                     | 2022   | TOXIC ENTERTAINMENT              |
| Елегантно                | 2023   | Душан Шљивић                     |
| Куку                     | 2025   | Ђорђе Јовчић, Катарина Вујошевић |
| Мамино злато             | 2025   | REFLECTION                       |